# 54
Cette page concerne l'année 54  du calendrier julien. Pour l'année 54 av. J.-C., voir 54 av. J.-C. Pour le nombre 54, voir 54 (nombre).
L'année 54 est une année commune qui commence un mardi.

## Événements
- 13 octobre : mort de l'empereur romain Claude, empoisonné par son épouse Agrippine la Jeune, qui permet le même jour l'accession au trône de Néron, au détriment de Britannicus (fin de règne en 68)[1].

- Corbulon est envoyé en Asie et prend la direction des opérations à la frontière de l'Arménie pour lutter contre les Parthes (fin en 64)[1].

- Violences à Césarée à propos du statut de la ville et des droits civique des Juifs. Juifs et Syriens s’affrontent. La garnison romaine, composée de Syriens, se range aux côtés des siens. Les Juifs, armés de gourdins et d’épées, se réunissent sur la place du marché. Le procurateur de Judée Antonius Felix les somme de se disperser, puis ordonne à ses troupes de charger. Les troubles continuent et on demande l’arbitrage de Néron, qui tranche en faveur des Syriens, reléguant les Juifs au rang de citoyens de deuxième classe. Cette décision ne fait qu’accroître leur fureur[2].

## Décès en 54
- 13 octobre : Claude, empereur romain, meurt empoisonné par un champignon consommé au cours d'un banquet, sans doute par sa nièce et femme Agrippine la jeune, avec l’aide de l’empoisonneuse Locuste et du médecin Xénophon.
- Philon d'Alexandrie (né en -25), philosophe juif auteur d’un Commentaire allégorique de la Genèse.
- Narcisse, affranchi de Claude.